# Louis Kahn

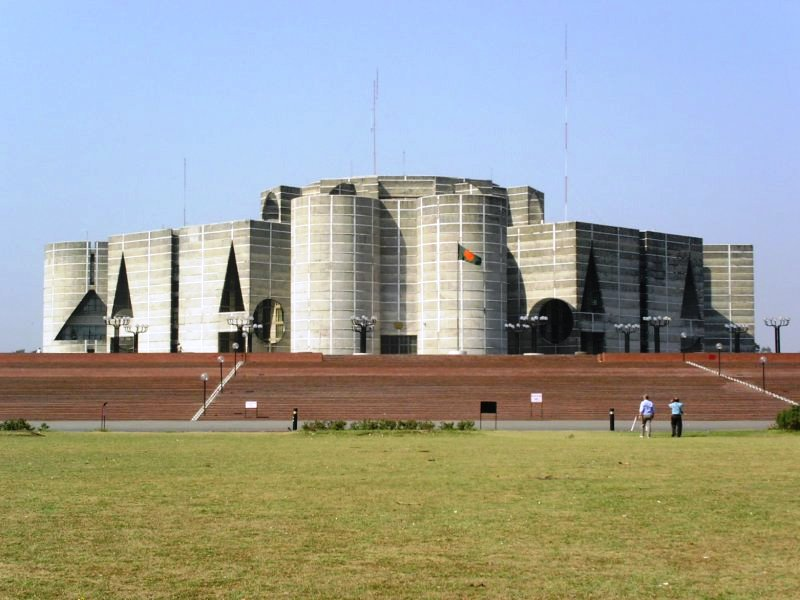
Parlement van Bangladesh

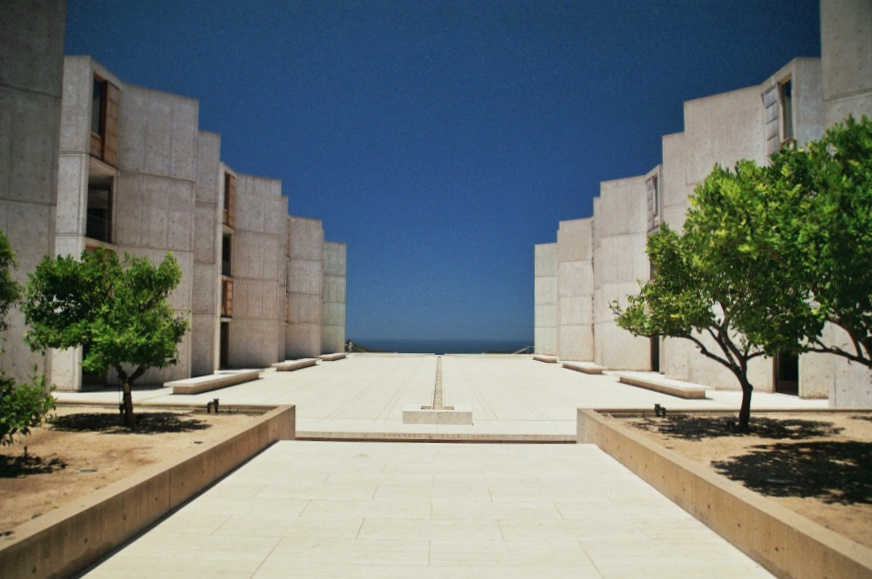
Salk Institute

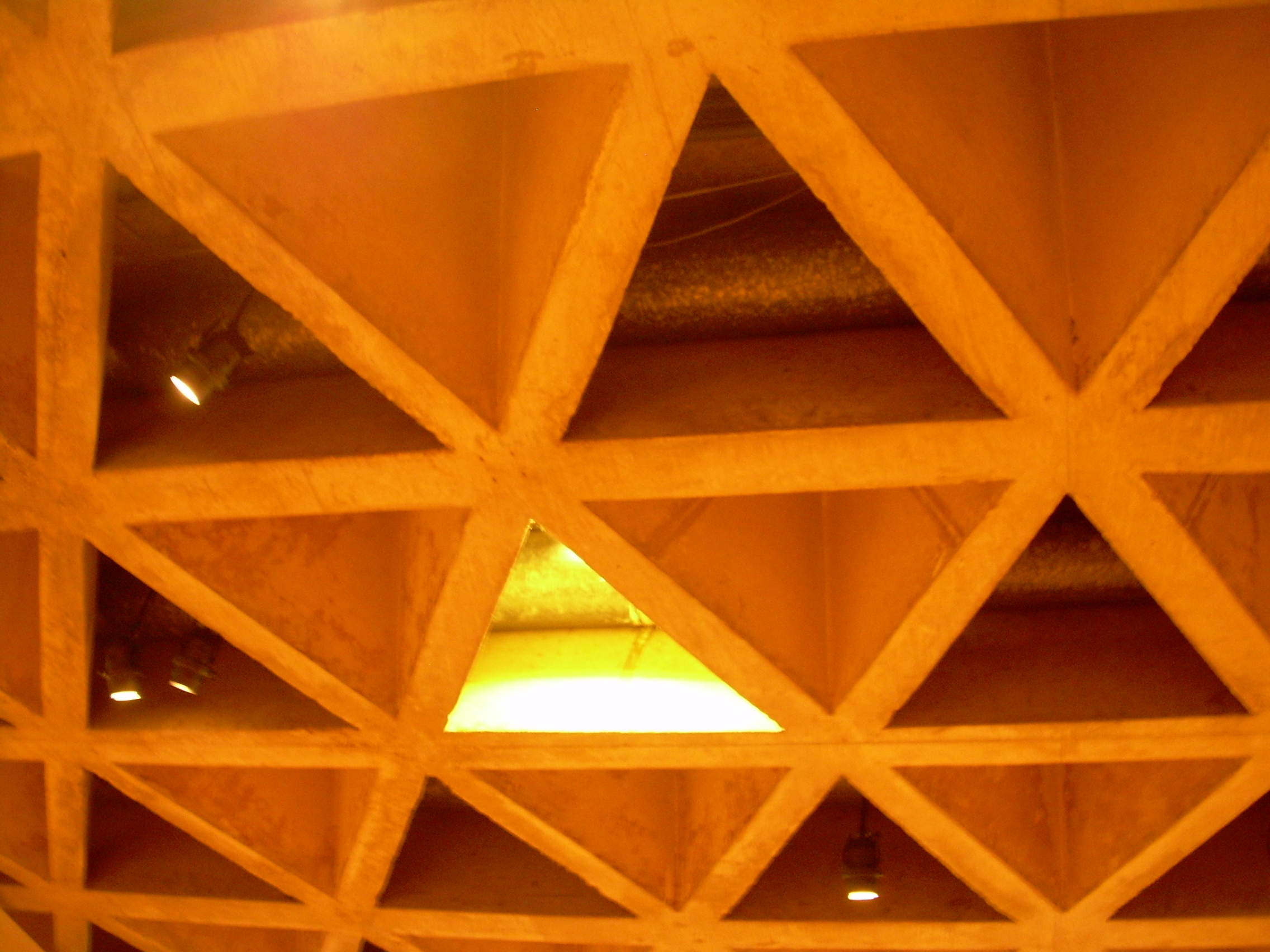
Plafond van de Yale University Art Gallery

Louis Isadore Kahn (Kuressaare (op Saaremaa), 5 maart 1901 – New York, 17 maart 1974) was een Amerikaanse architect. Kahn heeft een grote invloed gehad op de Internationale Stijl. Zijn bouwwerken hebben een ruïneachtige en monolithische uitstraling. Vaak is de ondersteunende structuur van het gebouw duidelijk zichtbaar.

## Levensloop
Kahn werd geboren in een arme Joodse familie op het Estische eiland Saaremaa, wat toen nog onderdeel was van het Keizerrijk Rusland. Op driejarige leeftijd kreeg hij een ongeluk waardoor hij brandwonden opliep op zijn handen en gezicht. Een jaar later emigreerde zijn familie naar de Verenigde Staten. Op dertienjarige leeftijd kreeg hij de Amerikaanse nationaliteit.
In 1924 behaalde hij zijn bachelor in architectuur aan de Universiteit van Pennsylvania.
In 1947 werd hij hoogleraar aan Yale. Vanaf 1957 tot aan zijn dood was hij hoogleraar aan de Universiteit van Pennsylvania.

## Belangrijkste creaties
- 1951 - Yale University Art Gallery
- 1954 - Trenton Bath House
- 1957 - Richards Medical Center
- 1959 - Salk Institute
- 1959 - Esherick House
- 1959 - First Unitarian Church of Rochester
- 1960 - Norman Fisher House
- 1963 - Institute of Public Administration
- 1962 - Parlementsgebouw van Bangladesh
- 1967 - Phillips Exeter Academy Library
- 1967 - Kimbell Art Museum, Fort Worth, Texas, USA
- 1969 - Yale Center for British Art

- Bibsys: 90184498
- Biblioteca Nacional de España: XX981260
- Bibliothèque nationale de France: cb122926374 (data)
- Catàleg d'autoritats de noms i títols de Catalunya: 981058523730106706
- CiNii: DA00218978
- Gemeinsame Normdatei: 118559354
- International Standard Name Identifier: 0000 0001 2103 1891
- KulturNav: 46991397-567a-4679-a360-abed63d22355
- Library of Congress Control Number: n79022177
- Nationale Bibliotheek van Letland: 000034639
- Bibliotheek van het Japanse parlement: 00445048
- Nationale Bibliotheek van Tsjechië: xx0002177
- Nationale bibliotheek van Australië: 35257147
- Nationale Bibliotheek van Israël: 987007507970405171
- Nationale Bibliotheek van Polen: a0000002005410
- Nationale en Universitaire bibliotheek Zagreb: 000198861
- Nederlandse Thesaurus van Auteursnamen: 070602875
- Réseau des bibliothèques de Suisse occidentale: 02-A003438315
- RKD-Nederlands Instituut voor Kunstgeschiedenis: 225401
- Istituto Centrale per il Catalogo Unico: CFIV098405
- LIBRIS: 263256
- SNAC: w616565t
- Système universitaire de documentation: 03177332X
- Trove: 885078
- Union List of Artist Names: 500027669
- Virtual International Authority File: 95195639
- WorldCat: E39PBJvxpV4T79VMMwtymWG4MP